# 金永浩
金永浩（韓語：김영호，1971年4月9日—），出生于忠清南道論山市，韩国男子击剑运动员，项目为花剑。他在2000年夏季奥运会上获得了男子花剑个人金牌。他成为韩国第一个奥运会击剑冠军，也是第一个获得奥运会击剑金牌的亚洲男子选手。